# Vallunquera
Vallunquera es una pedanía del municipio español de Castrojeriz, en la comunidad autónoma de Castilla y León (provincia de Burgos). Se sitúa a 5 km de la cabecera municipal. Cuenta con una población de 33 habitantes.

## Historia
El origen de la población es medieval, y su nacimiento sería producto de la actividad repobladora llevada a cabo por el conde castellano Munio Núñez que le dio el nombre de Vallunquera en el siglo IX. En 1102 el rey Alfonso VI concede fuero a la localidad.